# Gluviopsis somalica
Gluviopsis somalica är en spindeldjursart som beskrevs av Kraepelin 1899. Gluviopsis somalica ingår i släktet Gluviopsis och familjen Daesiidae. Inga underarter finns listade i Catalogue of Life.